# Бунзо Хаята
Бунзо Хаята (яп. 早田 文藏, 1874–1934) — японський ботанік, відомим своєю таксономічною роботою в Японії та Формозі, сучасний Тайвань.

## Біографія
Хаята народився 2 грудня 1874 року в сім’ї віруючих буддистів у Камо, Ніігата. Коли йому було 16 років, Хаята зацікавився ботанікою, і в 1892 році він приєднався до Ботанічного товариства Токіо. Його навчання у школі було відкладено через низку сімейних трагедій, і він закінчив середню школу у віці 23 років. Потім він відвідав середню школу і почав збирати ботанічні зразки. 
Хаята вступив на програму ботаніки в Імператорський університет Токіо в 1900 році. Він закінчив у 1903 році і вступив до аспірантури під керівництвом Джінзо Мацумури. У 1904 році він був призначений асистентом ботанічного саду Коїсікава. У 1907 році він отримав ступінь доктора наук. У 1908 році Хаяту підвищили до викладача кафедри ботаніки в Імператорському університеті Токіо. У 1917 році Хаята здійснив ботанічну експедицію в Тонкін і отримав звання доцента Токійського університету в 1919 році. У 1922 році він отримав звання повного професора в якості третього професора систематичної ботаніки в Токійському університеті після від'їзду Мацумура. У 1924 році був призначений директором ботанічного саду. У 1930 році вийшов на пенсію, а в 1934 році помер у віці 59 років.
Хаята описав загалом понад 1600 різних таксонів, більшість з яких походять з Тайваню, але також включають рослини з Японії, Китаю та В'єтнаму. Зі списку тайванських рослин, визнаних у 2003 році у флорі Тайваню, Хаята описав 549 видів, або 14% флори Тайваню. У 1920 році Імператорська академія Японії присудила Хаяті премію пам’яті принца Кацура за його внесок у флору Формози.

## Праці
Публікації Хаята охоплюють період понад 30 років, протягом яких він є автором понад 150 наукових статей і книг.
- 1906: On Taiwania, a new genus of Coniferae from the island of Formosa. In: Botanical Journal of the Linnean Society. Vol. 37, P. 330–331.
- 1908: Flora Montana Formosae. An enumeration of the plants found on Mt. Morrison, the central chain, and other mountainous regions of Formosa at altitudes of 3,000-13,000 ft. In: J. Coll. Sci. Imperial Univ. Tokyo, Vol. 25, P. 1–260.
- 1911: Materials for a Flora of Formosa. In: J. Coll. Sci. Imperial Univ. Tokyo, Vol. 30, P. 1–471.
- 1911–1921: Icones Plantarum Formosanarum. 10 Volumes. Bureau of Productive Industries, Government of Formosa, Taihoku, Taiwan.
- 1921: The Natural Classification of Plants according to the Dynamic System. In: Icones Plantarum Formosanarum. Vol. 10, P. 97–234.
- 1931: Über das "Dynamische System“ der Pflanzen. In: Berichte der Deutschen botanischen Gesellschaft. Vol. 49, P. 328–348.